# 凱莉·謝里丹
凱莉·謝里丹（英語：Kelly Sheridan，1977年5月19日—），是一位加拿大配音員；1977年生於加拿大溫哥華，1992年出道。她曾為多部動畫片配音，主要演出包括芭比動畫系列、《校園神兵》中的黛安·倫巴（Diana Lombard）及《彩虹小馬：友情就是魔法》中的星光閃耀（Starlight Glimmer）。

## 外部連結
- 官方网站
- 凱莉·謝里丹在動畫新聞網百科全書中的資料（英文）
- 凱莉·謝里丹在互联网电影资料库（IMDb）上的資料（英文）